# Новорязанская улица
Новоряза́нская улица — улица в Басманном и Красносельском районах Центрального административного округа города Москвы. Проходит от Спартаковской улицы до Рязанского проезда. Нумерация домов ведётся от Рязанского проезда.

## Происхождение названия
Улица проложена в 1887 году на месте ручья Ольховец — притока Чечёры, заключённого в трубу. Получила название Новорязанской как новое продолжение уже существовавшей Рязанской улицы, названной по близости к Рязанскому вокзалу (в настоящее время Казанский вокзал). В 1923 году улица была переименована в Новую Рязанскую (на картах 1920-х годов встречается также название Ново Рязанская). В 1929 году улицы Рязанская и Новая Рязанская были объединены под именем Рязанской улицы, однако на некоторых картах 1930-х годов продолжает указываться название Ново-Рязанская улица. В 1955 году Новорязанская улица окончательно получила современное название.

## Примечательные здания и сооружения

### По нечётной стороне

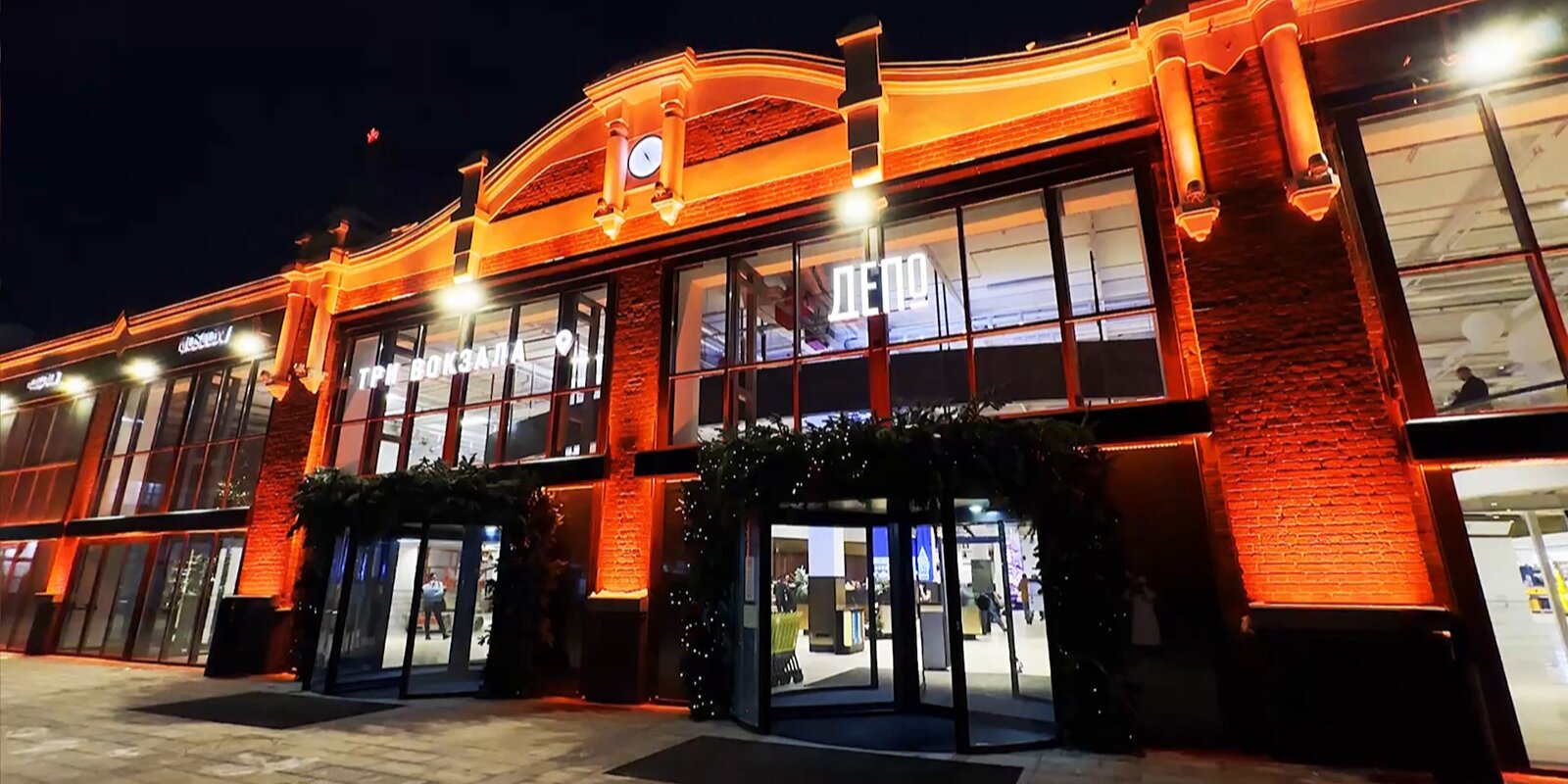
«Депо. Три вокзала»

На пересечении Новорязанской улицы с Рязанским проездом находится Казанский вокзал.
- № 23, стр. 1, 2, 5, 8 — фудмолл «Депо. Три вокзала»[4]. Ранее — Рязанский трамвайный парк (1910—1911, мастерская гражданского инженера М. К. Поливанова)[5][уточнить].
- № 27 — гараж Моссовета для грузовых машин (1926—1929, архитекторы К. С. Мельников и В. Г. Шухов) — памятник архитектуры русского авангарда[6]. В 2024 году в здании планируется открыть постоянную экспозицию Музея транспорта Москвы[7].
- № 29a — первый стадион московского футбольного клуба «Локомотив». Долгое время был заброшен[8]. В 2016 году рядом со стадионом выстроено новое здание спортшколы олимпийского резерва № 27 «Сокол», в 2017 году открыто футбольное поле с искусственным покрытием[9].
- № 29, стр. 4 — Зверевский центр современного искусства.

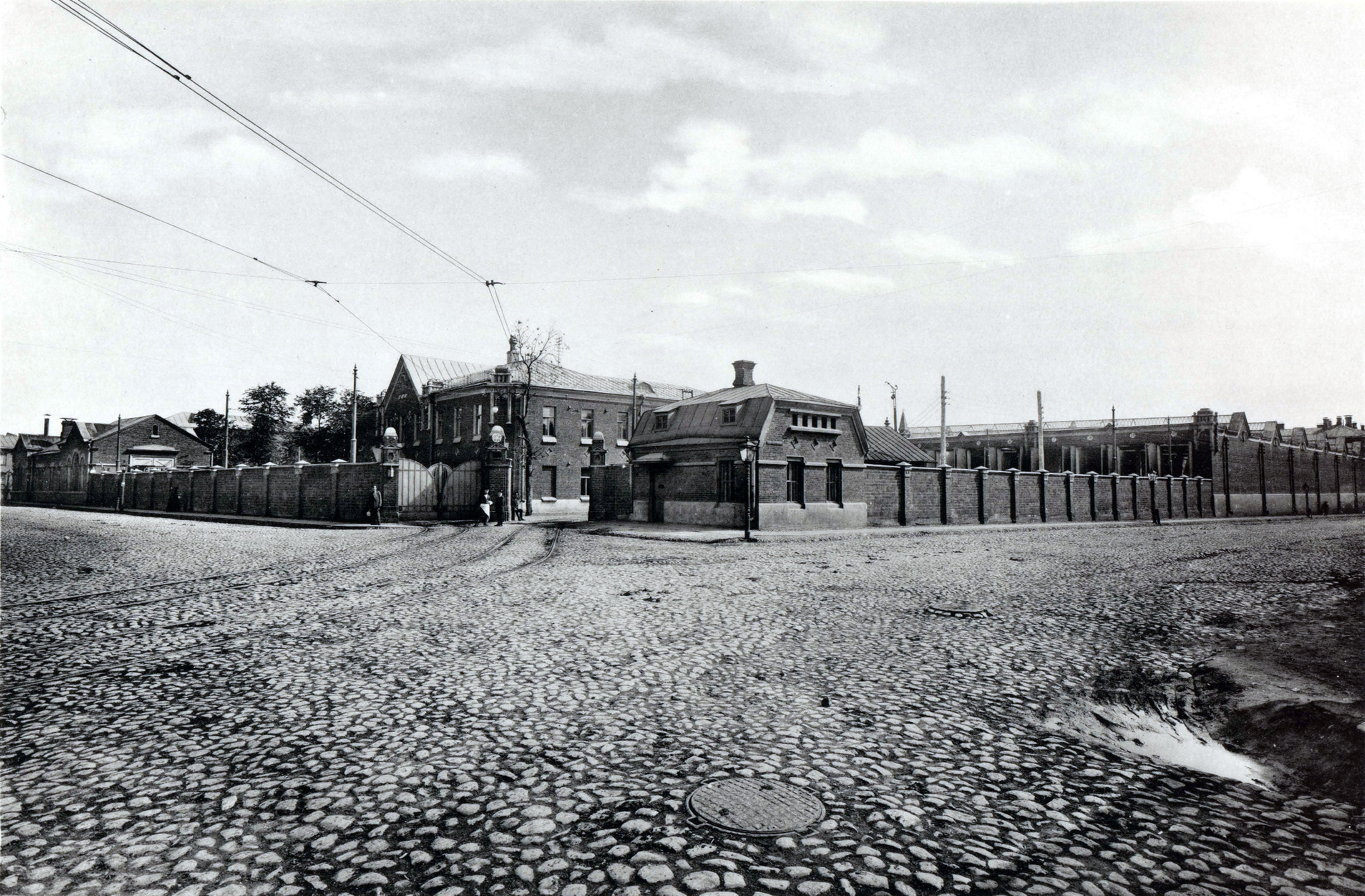
Рязанский парк городских железных дорог на Ольховской улице (угол Новорязанской улицы и Ольховского тупика), «Альбом зданий, принадлежащих Московскому городскому общественному управлению», 1913 год.

### По чётной стороне
- № 8а — Всесоюзный институт металлургического машиностроения. На фасаде — мемориальная доска А. И. Целикову (архитектор С. П. Хаджибаронов, 1986)[10].
- № 8а, стр. 3 — Главное управление экономической безопасности и противодействия коррупции МВД РФ (вход с Рязанского переулка)
- № 12 — дом правления Московско-Рязанской железной дороги — бывший доходный дом Л. В. Готье-Дюфайе (1904, архитектор Н. И. Якунин), ныне — штаб-квартира Федеральной пассажирской компании.
- № 16/11, стр. 1 — жилой дом (начало 1930-х)[6].
- № 26 — клуб автомобилистов (начало 1930-х)[6].

## Транспорт
До 5 мая 1953 года на Новорязанской улице существовало трамвайное движение. До 1937 года здесь также располагался трамвайный парк.

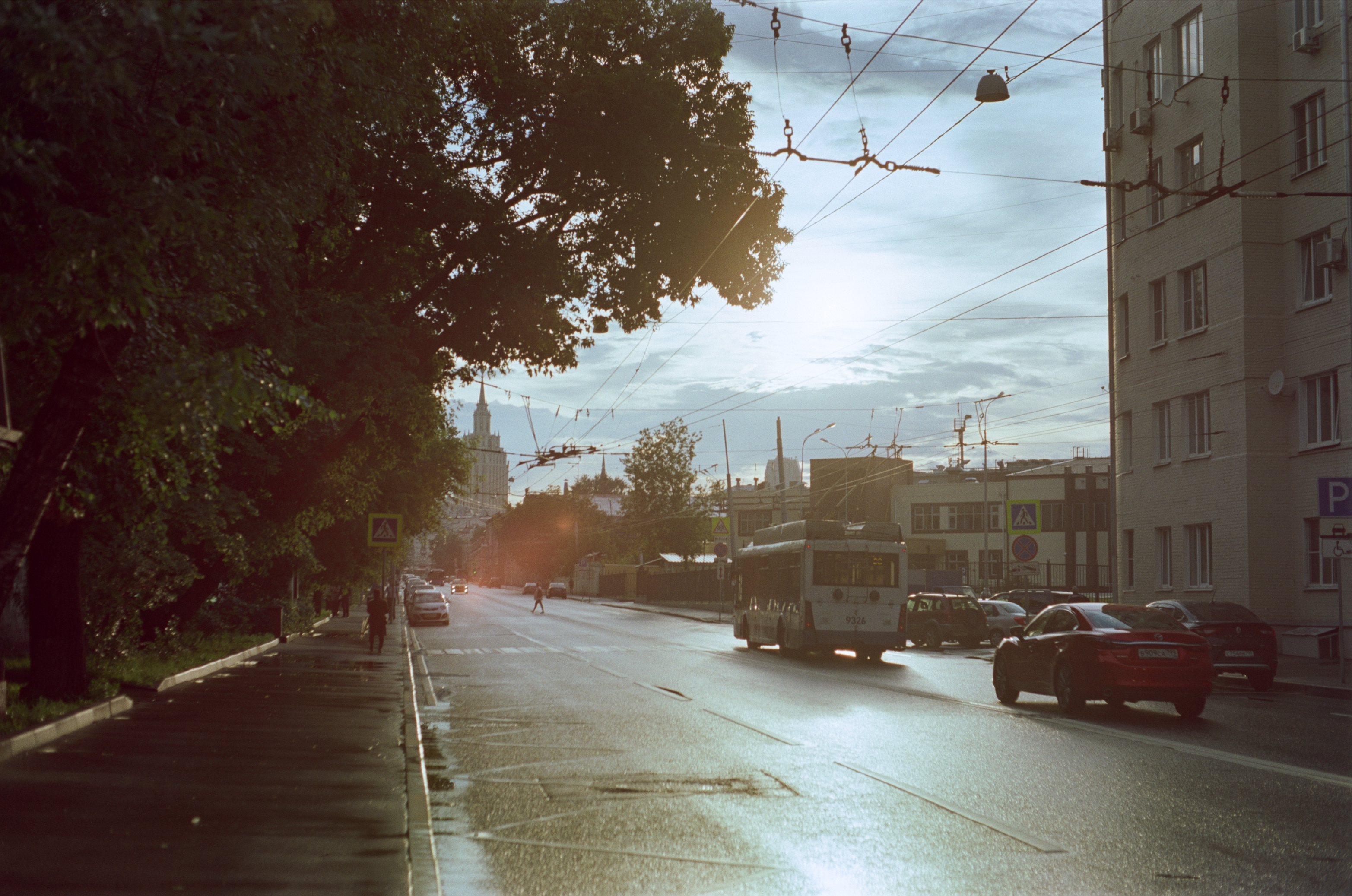
Троллейбус на Новорязанской улице (2020)

По Новорязанской улице проходят автобусы 40, т22, электробус т88, троллейбус Т (последний троллейбусный маршрут Москвы).

## Улица в искусстве
Улицу можно увидеть в фильме Марлена Хуциева «Июльский дождь».